# Margaretta Morris
Pour les articles homonymes, voir Morris.
Margaretta Hare Morris, née le 3 décembre 1797 à Philadelphie et morte le 29 mai 1867 , est une entomologiste américaine.
Margaretta Morris et l’astronome Maria Mitchell ont été les premières femmes élues à l'Association américaine pour l'avancement des sciences en 1850. Elle est la deuxième femme élue à l'Académie des sciences naturelles de Philadelphie en 1859, après Lucy Say .

## Biographie
Margaretta Morris est l’une des six enfants de Luke Morris (1760-1802), un avocat, et d’Ann Willing Morris (1767-1853). Formées par des professeurs particuliers, dont Thomas Nuttall, Thomas Say et Charles Alexandre Lesueur, les sœurs Morris, en particulier Margaretta et sa sœur botaniste Elizabeth Carrington Morris, font partie de la grande communauté scientifique du XIXe siècle. Margaretta et Elizabeth vivaient dans la même maison à Germantown où elles réalisaient la plupart de leurs expériences scientifiques. Elles assistaient régulièrement à des conférences à l'Académie de Germantown (en). Les sœurs faisaient partie d'un réseau comprenant Asa Gray, William Darlington, Thaddeus William Harris, Louis Agassiz, Dorothea Dix, Mary Roberdeau et Isabella Batchelder James, avec qui elles partageaient leurs spécimens et leurs découvertes.

## Recherches
Margaretta Morris a étudié les habitudes des mouches du blé qui ressemblent à la mouche de Hesse, concluant que les œufs étaient pondus dans le grain plutôt que dans la tige comme on le pensait auparavant. 
Elle a également étudié les cigales périodiques et les champignons en tant que ravageurs botaniques. 
Elle a décrit pour la première fois Magicicada cassinii (en), une espèce de cigale périodique, nommée par la suite d’après John Cassin. 
Ses résultats ont été importants pour l’agriculture et les vergers. 
Elle a envoyé ses articles à des sociétés scientifiques telles que la Société américaine de philosophie, qui à l’époque ne comptait que des hommes parmi ses membres, de sorte que ses articles devaient être lus en son nom. Elle a également publié régulièrement dans l’American Agriculturist (en) et d’autres journaux agricoles, parfois sous des pseudonymes.

### Source de la traduction
- (en) Cet article est partiellement ou en totalité issu de l’article de Wikipédia en anglais intitulé « Margaretta Morris » (voir la liste des auteurs).